# خلیفه بلاغی
خلیفه بلاغی یک روستا در ایران است که در دهستان هندودر واقع شده‌است. خلیفه بلاغی ۳۰۷ نفر جمعیت دارد.